# 上海一网通办
一网通办是中華人民共和國上海市人民政府推出的一項便民措施。

## 作用
市民只需登陸一网通办的政務網站、随申办市民云app以及一些自助終端機，即可辦理多項需不同政府部門介入的待辦事項。
通過一網通辦，市民可以避免親自在多個行政部門之間來回奔波。連接不同政府部门的信息系统，是實現一网通办的前提。

## 歷史

### 市民信箱（市民云）
“一网通办”的前身为“市民信箱”，是由上海市民信箱信息服务有限公司与上海市人民政府合作推出的实名制电子邮件系统兼公用事业缴费和政务信息平台。
2004年，上海市人民政府提出了当年的市级实事工程，提出要“建立市民信息服务平台，为市民提供24小时公用事业缴费及政府相关信息服务”（对应“市民信箱”和“付费通”）。
2004年8月19日，时任副市长杨雄宣布“市民信箱”正式开通，而时任市长陈良宇以普通市民身份申请了市民信箱。市民可持个人有效身份证件前往各社区事务受理中心申请，每个邮箱的空间大小为10MB。
2014年，市民信箱更名为市民云。

### 一网通办
2016年9月，中華人民共和國国务院印发《关于加快推进“互联网+政务服务”工作的指导意见》。
2017年，上海市人民政府提出了当年的市级实事工程，称要“建设面向市民的一站式‘互联网+’公共服务平台”。
此後，上海於2018年两会期间首先提出实施一网通办改革。2018年3月30日，上海市人民政府印发《全面推进“一网通办”加快建设智慧政府工作方案》。
2018年4月，上海市大數據中心成立，上海市的人口、法人、空間地理和電子證照四大數據庫正式連入互聯網。
2018年7月1日，一网通办網站上線試運營。
2018年9月1日，一網通辦app试运行版上线；10月17日，網站正式上線。
2018年11月1日，《上海市公共数据和一网通办管理办法》、《上海市电子证照管理暂行办法》、《上海市电子印章管理暂行办法》、《上海市“一网通办”电子档案管理暂行办法》实施。
2019年2月1日，一网通办App更名為随申办市民云，此後随申办相繼登陸支付寶和微信小程序。
截至2020年，一网通办接入的上海市级部门達53个，接入的办事事项將近2400项。
同年，上海的一網通辦作為案例被寫入《2020联合国电子政务调查报告》。
2020年11月，一網通辦國際版（英文版）推出。
2021年1月14日，新版“一网通办”总门户上线开通。
2022年8月，隨申辦上線长三角核酸查询功能。

## 外部連結
官方网站
- 一网通办
- 随申办市民云
- 市民信箱

社交媒体
- 上海一网通办的新浪微博
- 市民云 （页面存档备份，存于） - 市民信箱公司母公司万达信息对市民云项目的介绍